# Jerome Steever
Jerome Elwell Steever (Milwaukee, 7 gennaio 1880 – San Diego, 5 gennaio 1957) è stato un pallanuotista statunitense.

## Carriera
Partecipò con il Chicago Athletic Association al torneo di pallanuoto ai Giochi della III Olimpiade, in cui la sua squadra dovette disputare solamente la finale, perdendo 6-0 con i connazionali del New York Athletic Club e arrivando così sul secondo gradino del podio.

## Palmarès
- Argento ai Giochi olimpici di Saint Louis 1904